# Nachal Jif'at
Nachal Jif'at (hebrejsky: נחל יפעת) je vádí v severním Izraeli.
Začíná na západním okraji města Migdal ha-Emek v nadmořské výšce přes 100 metrů v Dolní Galileji, na jihozápadním úpatí pohoří Harej Nacrat (Nazaretské hory). Vádí směřuje k jihozápadu a vstupuje do rovinaté krajiny zemědělsky využívaného Jizre'elského údolí, přičemž z jihu míjí vesnice Jif'at a Gvat, ze severu obec Sarid. Vodní režim v Jizre'elském údolí je změněn intenzivním hospodařením a vádí je zde svedeno do systému umělých vodotečí napojených na řeku Kišon coby hlavní vodní osu údolí.